# Etapa de Tarumã da Fórmula Truck

Mapa do autódromo.

A Etapa de Tarumã da Fórmula Truck é um dos circuitos mais tradicionais da Fórmula Truck, realizada no Autódromo Internacional de Tarumã, em Viamão, no Rio Grande do Sul.
A Truck realiza provas em Tarumã desde 1996, sendo a primeira vitoria de Renato Martins. 

## Campeões
- 1996 - Renato Martins - Scania